# Bezirk Landskron
Der Bezirk Landskron (tschechisch Okresní hejtmanství Lanškroun) war ein Politischer Bezirk im Königreich Böhmen. Der Bezirk umfasste Gebiete in Ostböhmen im heutigen Pardubický kraj (Okres Chrudim bzw. Okres Ústí nad Orlicí). Sitz der Bezirkshauptmannschaft war die Stadt Landskron (Lanškroun). Das Gebiet gehörte seit 1918 zur neu gegründeten Tschechoslowakei und ist seit 1993 Teil Tschechiens.

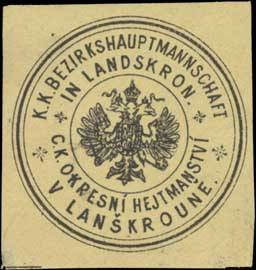
Okresní hejtmanství v Lanškroune / Bezirkshauptmannschaft in Landskron – Siegelmarke

## Geschichte
Die modernen, politischen Bezirke der Habsburgermonarchie wurden 1868 im Zuge der Trennung der politischen von der judikativen Verwaltung geschaffen.
Der Bezirk Landskron wurde 1868 aus den Gerichtsbezirken Wildenschwert (tschechisch soudní okres Ústí nad Orlicí) und Landskron (Lanškroun) gebildet.
Im Bezirk Landskron lebten 1869 62.572 Personen, wobei der Bezirk ein Gebiet von 8,3 Quadratmeilen und 56 Gemeinden umfasste.
1900 beherbergte der Bezirk 64.264 Menschen, die auf einer Fläche von 472,22 km² bzw. in 60 Gemeinden lebten.
Der Bezirk Landskron umfasste 1910 eine Fläche von 472,22 km² und beherbergte eine Bevölkerung von 68.709 Personen. Von den Einwohnern hatten 1910 41.721 Tschechisch und 26.830 Deutsch als Umgangssprache angegeben. Weiters lebten im Bezirk 158 Anderssprachige oder Staatsfremde. Hierbei wies der Gerichtsbezirk Landskron eine deutschsprachige und der Gerichtsbezirk Wildenschwert eine tschechischsprachige Mehrheit auswies. Zum Bezirk gehörten diese zwei Gerichtsbezirke mit insgesamt 60 Gemeinden bzw. 61 Katastralgemeinden.

## Gemeinden
Der Bezirk Landskron umfasste 1890 die folgenden Gemeinden:
1. Im Gerichtsbezirk Landskron: Dittersbach, Herbotitz, Hermanitz, Klein-Hermigsdorf, Jockelsdorf, Nieder-Johnsdorf, Ober-Johnsdorf, Koburg, Königsfeld, Landskron, Laudon, Michelsdorf, Nepomuk, Neudorf, Olbersdorf, Petersdorf, Rathsdorf, Riebnig, Riedersdorf, Rothwasser, Rudelsdorf, Sichelsdorf, Thomigsdorf, Tschenkowitz, Türpes, Waltersdorf, Weipersdorf, Worlitschka, Ziegenfuß, Zohsee
2. Im Gerichtsbezirk Wildenschwert: Fridrichswald, Gutwasser (mit Bezpraw und Luh), Hertersdorf, Hilbetten, Kerhartitz, Knappendorf, Landsberg (mit Wenzelsfeld), Langentriebe, Böhmisch Lichwe, Mittel-Lichwe, Nieder-Lichwe, Ober-Lichwe (mit Darilek), Liebenthal, Nalhütten, Parnik, Priwrat, Groß-Ritte, Klein-Ritte, Rwischt (mit Kalischt und Rosocha), Schützendorf, Seibersdorf, Sopotnitz, Sudislau (mit Orlik und Perna), Böhmisch Trübau, Tschernowier (mit Dreihöf), Wildenschwert